# Вьюжанина, Галина Николаевна
Гали́на Никола́евна Вьюжа́нина (3 августа 1952) — советская хоккеистка (хоккей на траве), полевой игрок. Бронзовый призёр летних Олимпийских игр 1980 года.

## Биография
Галина Вьюжанина родилась 3 августа 1952 года.
Играла в хоккей на траве за «Спартак» из Люберец (играла за Спартак Москва, а не Спартак МО из Люберец) , в 1979 году в его составе завоевала бронзовую медаль чемпионата СССР. Впоследствии выступала за московский СКИФ, в 1984 году стала чемпионкой страны.
Входила в первый в истории состав женской сборной СССР, собранный в декабре 1977 года. 
В 1980 году вошла в состав женской сборной СССР по хоккею на траве на летних Олимпийских играх в Москве и завоевала бронзовую медаль. Играла в поле, провела 4 матча, мячей не забивала.
Мастер спорта международного класса.